# ブラックバーン ロック
ブラックバーン ロック
ブラックバーン ロック
- 用途：艦上戦闘機
- 設計者：ブラックバーン・エアクラフト
- 製造者：ボールトンポール
- 運用者： イギリス（イギリス海軍艦隊航空隊）
- 初飛行：1938年12月23日[1]
- 生産数：136機[1]
- 運用開始：1939年4月
- 退役：1943年

ブラックバーン ロック (Blackburn Roc) はイギリス海軍が艦隊航空隊 (FAA) に配備し、第二次世界大戦で運用した単発レシプロ複座単翼戦闘機。
イギリスのブラックバーン社が設計した急降下爆撃機　ブラックバーン スクア (Blackburn Skua) の戦闘機タイプで、7.7mm機銃4挺の旋回式銃座砲塔が特徴である。ただし生産はボールトンポール社が行った。なお、ロックとはアラビアの伝説における大怪鳥のことである。

## 概要

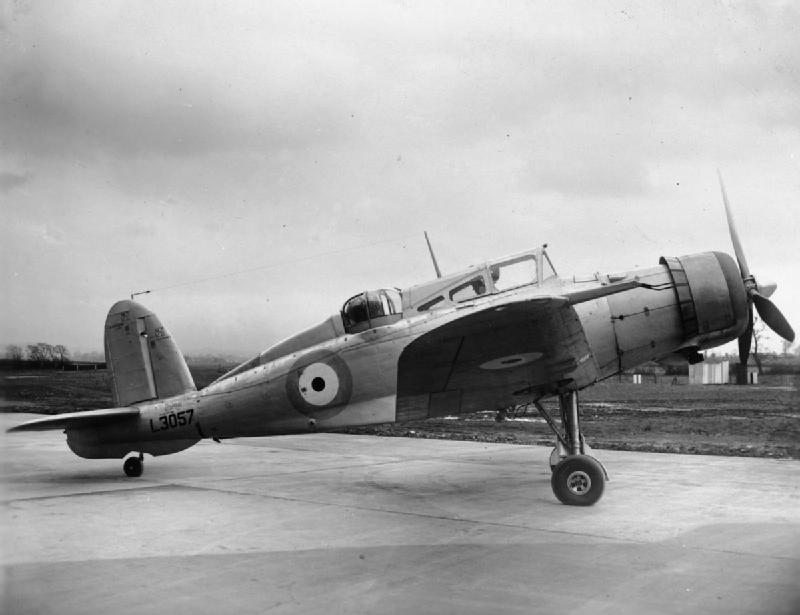
ブラックバーン ロックの試作初号機

イギリス海軍では超低空で艦隊に接近し、雷撃を仕掛けてくる敵航空機に対し有効な迎撃ができる艦上戦闘機を求めていた。そこで目を付けられたのが、後方に旋回式の銃座を持ち、同航戦に適した、ボールトンポール社製のデファイアントであった。
ところがイギリス空軍が貴重なマーリンエンジンをイギリス海軍に回すことを反対した。そこで、ブラックバーン社が開発した艦上機ブラックバーン スクアの操縦席後部に、デファイアントと同様の7.7mm機銃×4挺装備の銃座を搭載し、代わりに主翼の機銃を全廃した戦闘機を開発した。この新型戦闘機はロックと名付けられた。
ロックやデファイアントのような、前方固定武装を持たず全武装を旋回銃座に集中させた戦闘機が開発された背景には、戦闘機の速度性能が飛躍的に向上したので射撃ができる時間を長くとるためとも、操縦士と射撃手の役割を分担するためとも言われている。イギリス空軍では第一次世界大戦の頃から大戦間にかけて、常にこの種の戦闘機を運用し続けており、少なくとも第一次世界大戦後に生まれた新機軸という説は誤りである。
1937年4月27日、イギリス海軍はこの機体を136機発注した。原型機の飛行は1938年であるから、なかなかの期待がかかっていたことがわかる。これは、スクアの発展型ということからの安心感もあったためとも考えられている。また、イギリス海軍は、ロックとスクアの混成編隊での運用を考えていたようである。エンジンにはブリストル社製のパーシュースXII (905hp) を採用した。

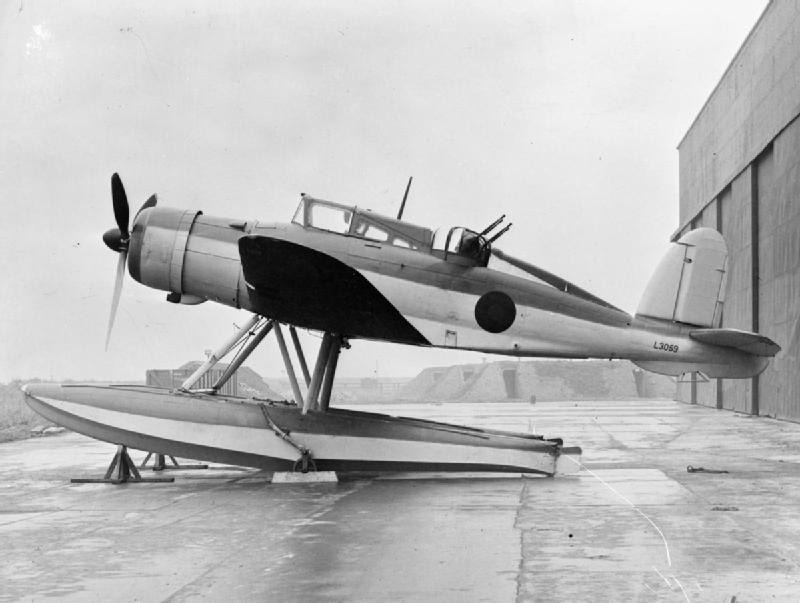
水上機型のロック

1938年12月23日に始まったテスト飛行では、後部銃座増設のせいで心配された急降下性能の低下もなかったが、高高度性能に若干問題があったのではないかとされる。また、速度がスクアよりもさらに遅くなり、大型のプロペラに換装したりなど、改良を施したが大きな効果はなかった。根本的な性能の改善はなされないまま生産が開始された。1939年の終わりまでには発注された136機をそろえることができ、部隊配備が始められた。1940年8月に生産を終了した。
まず第800飛行隊と第803海軍飛行隊（ともにスクア装備）に3、4機ずつ配備された。英海軍の主要根拠地であるオークニー諸島のスキャパフロー泊地防空のために第803航空隊は北スコットランドのウィックに移動したが、そこでロックは防空任務には性能が不十分であることが明らかになった。航空隊司令はロックの運用を「常に躊躇する」と記してスクアへの換装を求めている。
1940年のノルウェー作戦では第800海軍航空隊及び第801飛行隊の一部として少数機のロックが空母アークロイヤル (HMS Ark Royal, 91) に搭載された。それらは空母グローリアス (HMS Glorious, 77) の所属機と共に艦隊上空の戦闘哨戒に用いられたが、ここでもドイツ機の迎撃には性能が不十分であるとしてあまり使われなかった。
ロックはスクアと共に1940年の夏、ダイナモ作戦やエリアル作戦を支援するために英仏海峡で使用された。ここで5月28日に、ロックによるおそらく唯一の確実撃墜戦果が記録されている。第806海軍航空隊のA.G.デイ軍曹のロックが2機のスクアと哨戒飛行中、ベルギーのオステンド沖で船団攻撃を行っていた5機のJu 88 (Junkers, Ju-88) を迎撃したのである。スクアが上方から攻撃する一方でデイ軍曹は下方から攻撃、Ju88の1機を撃墜し、デトリング基地に無事帰還している。その他、6月12日には第801海軍航空隊のロックがスクアと共にブローニュ港のドイツ軍のEボートを機銃掃射と急降下爆撃で攻撃し、また6月20日には同じくロックとスクアでグリスネッツ岬の砲台を爆撃している。
その後、ロックは航空救難任務や標的曳航任務に配置換えとなり、1943年には退役となった。しかし英ゴスポート基地においてドイツ軍の空襲を受けて破損し飛行不能になった4機が、後部銃座は無事であったので、そのまま対空機銃の代わりとして1944年末まで使われていた。
こうした後部に旋回銃座を持つ複座戦闘機は、銃手が正確な射撃を行うために回避運動が非常に制限されていたともされ、単座戦闘機に対し空戦でまったくかなわなかった。さらには、機銃手は機銃を、操縦手は操縦を、という具合に、脳を二つに分けてしまったのも問題であったとされる。また速度が遅いことも空戦を不利にする要因であったと考えられる。ただしデファイアントの最高速度は504km/hであり、これはロックよりおよそ150km/hも速く、このことからもロックは性能不足であったことがうかがえる。また、生産においてはボールトンポールの工場にはデファイアントとロック、2種のそれぞれ異なる旋回銃座が生産されることになり、生産効率において問題があった。これらの面から、デファイアントの海軍版を作ったほうが効果的であったという意見があるが、空軍の反対で実現しなかったのは先述の通り。
ロックの空母戦闘機の座は、フェアリー社製のフルマー艦上戦闘機に奪われてしまった。フルマーは、前方機銃のみを装備する平均的な戦闘機である。実際にはこのフルマーでさえ空戦性能不足で、実際の戦闘で主力を占めたのは、第一次世界大戦と同じように空中戦を第一義に設計された、単発単座のシーハリケーンやマートレットであった。
総生産数に反して配備地域は多く、バミューダにまで配備されていたが、1943年8月には交換部品がなくなったために（標的曳航機として改造されていたものも含めて）完全に姿を消した。
また、4機がブラックバーン社のシャーク複葉雷撃偵察機のフロートを流用して水上機仕様となった。もともと必要機数にたいして調達数が多かったこと、オスプレイの時代から戦艦に戦闘機を搭載して敵の弾着観測機を排除し砲戦を一方的に有利にする、また敵の触接機を排除して行動を秘匿するという構想があったことから、はじめから水上戦闘機としての使用を想定していたともされる。しかし、最高速度はさらに48km/hも下がり311km/hまで低下した、さらに安定性が非常に悪くなったために戦闘機でありながら低空旋回すらも制限される有様であった。なお、うち1機は標的曳航機に改造され試験が行われ、その後陸上機使用も同様の改造を施されている。総生産数は136機で、派生型は存在しない。
なお、冬戦争中にフィンランドへの援助として33機のロックが供与されることになった。しかしながら、実際に本機が到着する前に冬戦争が終結したため、これは実現しなかった。

## 登場作品
『砂漠のウサギ -1942年6月~11月の戦い-』
英空軍の払い下げ機。フェアリーランド王国空軍の地上襲撃機として運用され、改造によって前方固定機銃を装備。敵戦闘機の正面襲撃にもある程度は対抗可能となっている。
「特設空母安松丸物語」『宮崎駿の雑想ノート』（宮崎駿、大日本絵画、1992年、ISBN4499206022）所収
1942年（昭和17年）6月上旬、インド洋で船団護衛に従事中の装甲空母イラストリアス (HMS Illustrious, R87) に搭載されていた。日本海軍の特設航空母艦が運用していた九六式艦上攻撃機を邀撃する。

## スペック
- 全幅：46ft (14.02m)[5]
- 全長：35ft (10.85m)[5]
- 総重量：自重 5018lb (2778kg)、全備重量 8800lb (3606kg)
- 最大速度：196m/h (359km/h)[1]
- 航続距離：1304km[1]
- エンジン:ブリストル製パーシュースXII空冷星形9気筒905hp[5][1]
- 兵装：ブローニング旋回式7.7mm機銃4挺
- 初飛行：1938年12月23日[1]